# Susana Giménez
María Susana Giménez Aubert (Buenos Aires, 29 januari 1944) is een Argentijns actrice, model, presentatrice en ondernemer. Ze is een van de bekendste televisiepersoonlijkheden van Argentinië.

## Filmografie
- En mi casa mando yo (1968)
- La novela de un joven pobre (1968)
- El gran robo (1968)
- Fuiste mía un verano (1969)
- Tiro de gracia (1969)
- Los mochileros (1970)
- El mundo es de los jóvenes (1970)
- Los neuróticos (1971)
- Así es Buenos Aires (1971)
- La buscona (1971)
- Todos los pecados del mundo (1972)
- He nacido en la ribera (1972)
- Vení conmigo (1972)
- La piel del amor (1973)
- La Mary (1974)
- Mi novia el... (1975)
- Tú me enloqueces (1976)
- Los hombres sólo piensan en eso (1976)
- La cuenta está saldada (1976)
- Basta de mujeres (1977)
- El macho (1977)
- Un toque diferente (1977)
- Yo también tengo fiaca (1978)
- Donde duermen dos... duermen tres (1979)
- El rey de los exhortos (1979)
- A los cirujanos se les va la mano (1980)
- Las mujeres son cosa de guapos (1981)
- Un terceto peculiar (1982)
- Me sobra un marido (1985)
- Esa maldita costilla (1999)
- Tetro (2009)

- Biblioteca Nacional de España: XX1578358
- International Standard Name Identifier: 0000 0003 8175 0438
- Library of Congress Control Number: n92035365
- Virtual International Authority File: 261465038